# Vila Savoye
Vila Savoye je moderní vila ve francouzském Poissy ležící v západní části metropolitní oblasti Paříže. Byla navržena švýcarským architektem Le Corbusierem, jeho bratrancem a Pierrem Jeanneretem pro rodinu Savoye. Byla postavena mezi roky 1928 až 1931 z železobetonu.
Vila odráží Le Corbusierovy názory na bydlení i na způsob výstavby – sám prohlásil, že: „dům je stroj na bydlení“. Považuje se za jednu z hlavních staveb mezinárodního stylu v architektuře, která reprezentuje Corbusierových pět bodů moderní architektury.
Od roku 1958 dům vlastní francouzský stát, v roce 1965 se stal francouzskou historickou památkou. Od 90. let 20. století vila celoročně slouží pro prohlídky a je spravována Centrem národních památek. V roce 2016 se stala součástí Světového dědictví UNESCO. Je uvedena v katalogu moderní architektury mezinárodní organizace Iconic Houses, která sdružuje mimořádná díla světových architektů, architektonicky významné domy, domy umělců a ateliéry z 20. století přístupné veřejnosti jako domovní muzea.

## Popis
Samostatně stojící rodinný dům má půdorys čtverce a bílou fasádu. S jednoduchým exteriérem kontrastuje rozmanitý interiér. Stavba má celkem tři podlaží, přičemž první má nejmenší vnitřní prostor. Na něm se nachází rozlehlé druhé podlaží stojící na sloupech. Třetí podlaží je tvořeno rozsáhlou terasou se zelení. Síť sloupů 5×5 s roztečí 4,75 metrů umožnila realizaci větších prosklených ploch. Díky tomu dům působí vzdušněji a nemá nosné stěny.